# プリティ・シングス
プリティ・シングス（The Pretty Things）は、イングランドのロックバンド。1960年代前半に結成され、21世紀にいたるまで長きにわたって、リズム・アンド・ブルース、サイケデリック・ロック、ハードロックなど様々なジャンルで活動した。

## 略歴
1963年9月にケント州シドカップで結成。バンド名はウィリー・ディクソンの1955年の曲「プリティ・シング」に由来する。初期は純粋なリズム・アンド・ブルース・バンドで、イギリスで幾つかのシングルをチャート入りさせた。
1960年代後半にサイケデリック・ロック、ハードロック、1970年代初頭と1980年代初頭にはニュー・ウェイヴなどを取り入れた。だが初期の商業的成功を取り戻すことはできなかった。
サイケデリック・ロック時代の1968年にノーマン・スミスをプロデューサーに迎えて制作したアルバム『S.F.ソロウ』は、セバスチャン・F・ソロウという人物を主人公にした物語で、最初のロック・オペラ・アルバムとされている。

## メンバー
- フィル・メイ（Phil May） - リード・ヴォーカル、マラカス、ハーモニカ（1963年～1971年、1971年-1976年、1978年-2020年）
- ディック・テイラー（Dick Taylor） - リード・ギター、ヴォーカル（1963年-1969年、1978年-2020年）
- ジョン・スタックス（John Stax） - ベース、ハーモニカ、バッキング・ヴォーカル（1963年-1967年）
- ブライアン・ペンドルトン（Brian Pendleton） - リズム・ギター、バッキング・ヴォーカル、ベース（1963年-1966年）
- ピート・キトリー - ドラムス（1963年-1964年）
- ヴィヴ・アンドリュース - ドラムス（1964年）
- ヴィヴ・プリンス（Viv Prince） - ドラムス（1964年-1965年）
- スキップ・アラン - ドラムス (1965年-1968年、1969年-1971年、1971年-1976年、1978年-1981年、1994年-2007年)
- ジョン・ポーヴィー - キーボード、ヴォーカル (1967年-1971年、1971年-1976年、1978年-198年1、1994年-2007年)
- ウォーリー・ウォーラー - ベース、ギター、ヴォーカル (1967年-1971年、1978年-1981年、1994年-2007年)
- トゥインク - ドラムス (1968年-1969年)
- ヴィクター・ユニット - ギター（1969年-1970年）
- ピート・トルソン - ギター（1970年-1971年、1971年-1976年、1978年-1981年）
- スチュアート・ブルックス - ベース (1971年-1973年)
- ゴードン・ジョン・エドワーズ - ギター、キーボード、ヴォーカル (1973年-1976年)
- ジャック・グリーン - ベース、ヴォーカル (1974年-1976年)
- サイモン・フォックス - ドラムス (1981年)
- ジョー・ショウ - ギター（1984年、1987年）
- デイヴ・ウィントー - ベース (1984年)
- デイヴ・ウィルキ - キーボード (1984年)
- ジョン・クラーク - ドラムス (1984年)
- ケヴィン・フラナガン - サクソフォーン (1984年)
- ペリー・マーゴーレフ - ギター (1986年-1987年)
- レルフ・ター・ヴェルド - ベース (1986年-1987年)
- デデ・ター・ヴェルド - ドラムス（1986年-1987年）
- ベルトラム・エンゲル - ドラムス（1987年、1993年-1995年）
- フランク・ホーランド - ギター、ヴォーカル、ハーモニカ (1988年-1991年, 1994年-2018年)
- マーク・セント・ジョン - ドラムス、パーカッション（1988年-1991年、1993年-1994年、2020年、ライヴ2001年-2007年）
- スティーヴ・ブラウニング - ベース（1988年-1991年、1993年-1994年）
- ハンス・ウォーターマン - ドラムス（1989年-1990年、1990年-1994年）
- バークリー・マッケイ - ギター（1990年-1994年）
- ジョン・ランフォード - ギター（1991年-1993年）
- ジャック・グリーンウッド - ドラムス (2007年-2018年)
- ジョージ・ウーシー - ベース、ヴォーカル (2007年-2018年)

## ディスコグラフィ

### スタジオ・アルバム
- 『プリティ・シングス』 - The Pretty Things (1965年) ※旧邦題『ドント・ブリング・ミー・ダウン』『ファースト・アルバム』
- 『ゲット・ザ・ピクチャー?』 - Get the Picture? (1965年)
- 『エモーションズ』 - Emotions (1967年)
- 『S.F.ソロウ』 - S. F. Sorrow (1968年) ※旧邦題『ニュー・ロックの追及』『悲しみよ今日は』
- 『パラシュート』 - Parachute (1970年)
- 『フリーウェイ・マッドネス』 - Freeway Madness (1972年)
- 『シルク・トーピード』 - Silk Torpedo (1974年) ※旧邦題『シルク・トーピドウ』
- 『サヴェージ・アイ』 - Savage Eye (1976年) ※旧邦題『野性の眼』
- 『クロス・トーク』 - Cross Talk (1980年)
- 『レイジ・ビフォア・ビューティー』 - ... Rage Before Beauty (1999年)
- 『バルボア・アイランド』 - Balboa Island (2007年) [6]
- 『スウィート・プリティ・シングス (アー・イン・ベッド・ナウ、オフ・コース…)』 - The Sweet Pretty Things (Are in Bed Now, of Course...) (2015年)
- Bare as Bone, Bright as Blood (2020年) [7]

### ライブ・アルバム
- Live at Heartbreak Hotel (1984年)
- On Air: Original BBC Recordings (1992年)
- 『レザレクション』 - Resurrection (1998年)
- 『BBCセッションズ』 - The BBC Sessions (2003年)
- 40th Anniversary – Live in Brighton (2006年)
- Live at the 100 Club (2014年)
- 『ライヴ・アット・ロックパラスト』 - Live at Rockpalast (2014年)
- 『ライヴ・アット・BBC』 - Live at the BBC (2015年)
- Live at the BBC (2016年)
- BBC 1964-1967 (2018年)
- Singapore Silk Torpedo Live at the BBC & Other Broadcasts (2018年)
- Live at the BBC Paris Theatre – 1974 (2018年)
- The Final Bow (2019年)
- 『ライヴ・アット・ザ・BBC』 - Live at the BBC (2021年)